# 家族日誌
『家族日誌』（かぞくにっし）は、1972年4月7日から同年6月30日までTBS系列の『金曜ドラマ』枠で記念すべき第1作として放送されていたテレビドラマである。松竹とTBSの共同製作。全13話。放送時間は毎週金曜 22:00 - 22:56 （日本標準時）。

## 概要
中年夫婦の前に現れた、娘の出生の秘密を知る脅迫者を巡る物語。

## キャスト
- 芦田伸介
- 市原悦子
- 吉沢京子

娘。
- 池部良

脅迫者。
- 冨士眞奈美

脅迫者の妻。
- 大森義夫
- 堀川亮
- 小野寺昭
- 荻島真一
- 野村昭子
- 幾野道子
- 下條正巳
- 小松原庸子（特別出演）
- ほか

## スタッフ
- 原案 - アンドリュー・ガープ「道の果て」より[1]
- 脚本 - 中井多津夫[1]
- 監督 - 貞永方久[1]、大槻義一[1]、上野英隆[1]
- 音楽 - 渡辺岳夫
- 撮影 - 加藤正幸[1]
- 撮影助手 - 竹沢信行[1]、平雅夫[1]、北村徳男[1]
- 照明 - 越村高幸[1]
- 美術 - 春木章[1]
- 現像 - 東洋現像所横浜工場[1]
- 制作 - 松竹テレビ室[1]、TBS